# Jürgen Schiller
Jürgen Schiller (* 18. August 1946 in Hollstadt) ist ein ehemaliger deutscher Schwimmer und Olympiateilnehmer. Der einst 1,81 m große und 78 kg schwere Athlet startete zunächst für Delphin Gelsenkirchen und wechselte nach Eröffnung des Grugabades zum Essener Schwimmverein 06.
Schiller nahm 1964 an den Qualifikationswettbewerben für das Olympiateam 1964 teil, konnte sich aber nicht durchsetzen. Er wurde 1966 Deutscher Meister über 400 m Lagen, 1967 siegte er über 200 m Lagen. Bei den Europameisterschaften 1966 in Utrecht erreichte er über 400 m Lagen in 4:58,1 Minuten den vierten Platz. Bei den Olympischen Spielen 1968 in Mexiko-Stadt startete er über 200 m Lagen, konnte sich als 15. der Vorläufe (2:20,8 min) jedoch nicht für das Finale qualifizieren.
Nach Beendigung seiner sportlichen Laufbahn gründete er eine private Schwimmschule und übernahm die Leitung des Restaurants Kockshusen im Schellenberger Wald in Essen-Heisingen.